# Engineering and Mining Journal
Engineering and Mining Journal — науково-виробничий журнал.
Країна видання — США.
Спеціалізація: гірнича промисловість і техніка.
Рік заснування 1866.
Чисел на рік — 12.